# Beşiktaş JK (handibasket)
Pour les articles homonymes, voir BJK.
Maillots
Le Beşiktaş JK est un club turc de basket-ball en fauteuil roulant. Le club, section du club omnisports du Beşiktaş Jimnastik Kulübü, est basé dans la ville d'İstanbul et porte le nom d'un de ses quartiers.

## Palmarès
International
- Coupe des Clubs Champions (EuroCup 1) :
  - 2013 : 4e place[3]
  - 2016 : 5e place[4],[5]
  - 2017 : 1/4 de finale (3e du groupe A)[6]
- Coupe André Vergauwen, puis Euroligue 1 depuis 2018 (EuroCup 2) :
  - 2009 :  3e place[7]
  - 2010 :  Vice-champion d'Europe[8]
  - 2011 :  Champion d'Europe[9]
  - 2014 :  Vice-champion d'Europe[10]
  - 2015 : 5e place[11]
  - 2018 :  3e place[12] (reversé dans cette compétition après sa 3e place en 1/4 de finale de la Ligue des Champions)
  - 2019 :  Vice-champion d'Europe[13] (reversé dans cette compétition après sa 3e place en 1/4 de finale de la Ligue des Champions)
- Coupe Willi Brinkmann (EuroCup 3) :
  - 2012 :  Champion d'Europe[14]

National
- Champion de Turquie : 2005, 2006

## Joueurs célèbres ou marquants
- Kaan Dalay
- Cem Gezinci
- Ferit Gümüş
- Özgür Gürbulak